# Patricia Lajara de Camilleri
Patricia Lajara de Camilleri (Valencia, 1982) es una ejecutiva española especializada en Recursos Humanos. Actualmente es la Vicepresidenta HR Ralph Lauren EMEA y miembro de la Junta de Harvard Business School Club.

## Biografía
Patricia Lajara de Camilleri es licenciada en Psicología de la Universidad de Valencia con una especialidad en Recursos Humanos de la Universidad René Descartes V de París.
Cursó un máster en Psicología del Comportamiento Organizacional especializado en Recursos Humanos y un Exec. MBA en Harvard Business School, de la cual es Alumni. Simultáneamente, es Coach Ejecutivo acreditado por la International Coach Federation en Estados Unidos.
Ha asistido a la Singularity University donde ha cursado Innovación, y al Programa de Consejeros del IESE como miembro joven. Fue seleccionada como "alto potencial" por la Universidad de Oxford para su programa de Retail Directivo. A su vez, imparte clases de “Leadership Development”  y es colaboradora con varias Business Schools. 

## Trayectoria profesional
La trayectoria profesional de Patricia Lajara de Camilleri en el sector de Recursos Humanos inició en 2005 con Deloitte, en el departamento de consultoría en Human Capital. Dos años más tarde se integró al equipo de Recursos Humanos de Ralph Lauren, en donde ha asumido cargos desde Analista hasta Directora Sénior. En 2018, es nombrada Vicepresidenta de Recursos Humanos EMEA en Ralph Lauren.
Durante más de una década de experiencia, ha liderado múltiples proyectos por 17 países de Europa realizando transformaciones culturales, creando equipos y aumentando los resultados del negocio. De esta manera, ha dirigido en diversas fases de su carrera las regiones de Francia y Bélgica, Alemania, Austria y Suiza, España y Portugal, Inglaterra, Italia y Turquía, y mercados emergentes como Latinoamérica, Rusia y África.

## Premios y reconocimientos
- Premio "Best Human Resources Director - Best Communicator" por Foro RRHH (2021)[7]
- "Las 50 personas más elegantes del empresariado español" por Forbes (2021)[8]
- "35 women under 35" por Management Today / The Times (2017)[9]
- Reconocimientos "Best in Class Award" por Ralph Lauren Retail Europe:
  - Best in Class Store Support Team Winner HR Region Switzerland, Germany & Austria (2015)
  - Best Business Partner Shared Services (2014)
  - Best Business Partner (2010)